# Amphipyra brunneoatra
Amphipyra brunneoatra là một loài bướm đêm trong họ Noctuidae.